# Daniel Rydsjö

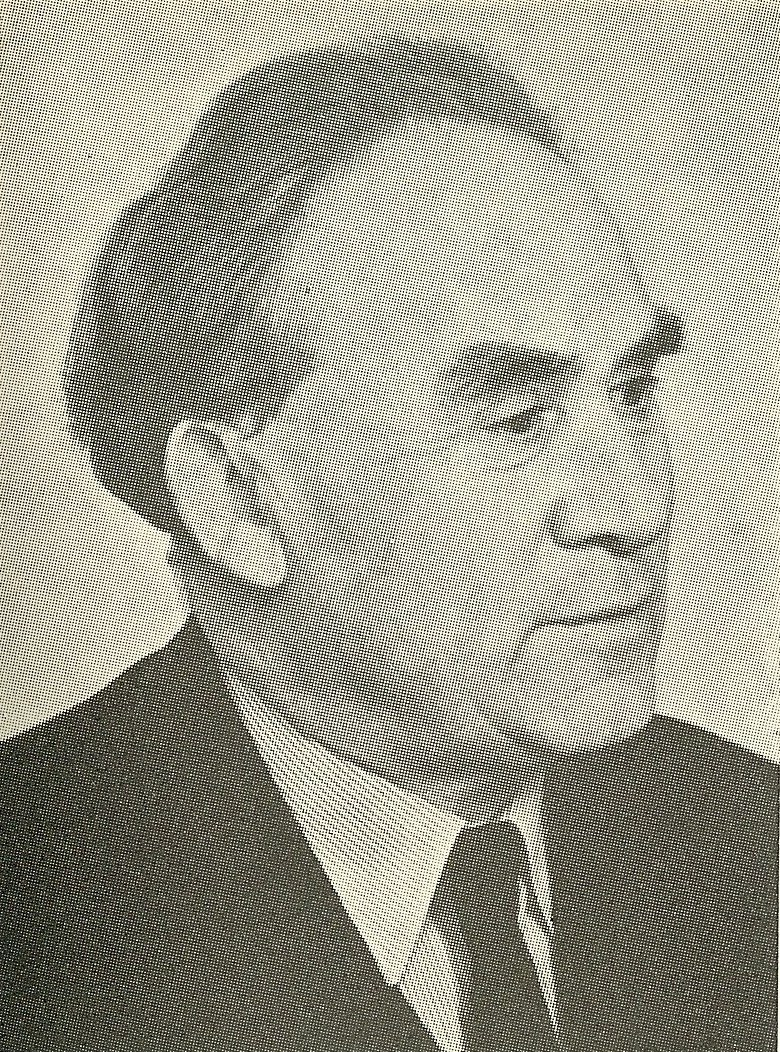
Daniel Rydsjö.

Daniel Rydsjö, född 19 maj 1886 i Hinneryds församling, Kronobergs län, död 25 januari 1954 i Lund, var en svensk folkskollärare, författare och översättare. 
Rydsjö, som växte upp i Stehag, avlade folkskollärarexamen 1907 och kyrkosångarexamen samma år. Han blev därefter vikarierande folkskollärare i Harlösa, ordinarie i Ivö, i Västra Strö och i Malmö. Han var överlärare vid Rörsjöskolan i Malmö från 1921. Han var senare även suppleant i Lunds domkapitel. 
Rydsjös föräldrar var skåningar och han själv naturaliserad skåning. Allt han publicerat är på bygdemål med anknytning till Bosarps socken i Onsjö härad. Hans dikter "Den gamle klockaren" och "Sommarspel" har tonsatts av Östen Warnerbring på albumet Skåne. Han var far till Elsie och Lennart Rydsjö samt svåger till Frank Heller. Daniel Rydsjö är begravd på Norra kyrkogården i Lund.